# ウィリアム・セシル (第16代ルース男爵)
第16代ルース男爵ウィリアム・セシル（William Cecil, 16th Baron Ros、1590年5月 – 1618年6月27日）は、イングランド貴族。セシル家の出身。1歳で母を亡くした後、15歳のときから10年ほど大陸ヨーロッパで過ごした。1616年にアン・レイクと結婚したが、レイク家がウォルサムストーなどの領地を狙い、男爵と祖父の後妻の不倫を公的に指摘した結果、祖父と後妻が星室裁判所に訴え、捏造であると判明した。男爵自身は騒動の最中にナポリで急死し、毒殺説が唱えられたほか、召使に遺産を与える遺言状が両家の紛争を拡大させた。

## 生涯

### 海外での長期滞在
バーリー卿ウィリアム・セシル（のちの第2代エクセター伯爵）と第15代ルース女男爵エリザベス・セシルの息子として、1590年5月に生まれ、6月4日にノッティンガムシャーのニューアーク城で洗礼を受けた。1591年5月1日に母が死去すると、わずか1歳でルース男爵位を継承した。この継承に第6代ラトランド伯爵フランシス・マナーズが異議を唱え、1616年4月の審議を経て、同年7月22日に国王ジェームズ1世がセシルの爵位継承を認め、同日にラトランド伯爵をハムレイクのルース男爵に叙した。
1605年5月22日に海外渡航の許可を得て、以降10年ほどヨーロッパを旅した。1605年から1607年までフランス王国に滞在したときは国王アンリ4世に謁見して、フランスの貴族に歓待された。1606年にユグノー貴族の未亡人に恋したが、結婚には至らなかった。
1607年に家庭教師とシンジョン卿ウィリアム・ポーレットとともにイタリアに渡り、1608年秋にはローマを訪れた。同年11月にヴェネツィアに行き、数か月滞在した。1610年にマドリードに向かい、1611年春にはフランス、ネーデルラントを訪れた。その後は神聖ローマ皇帝マティアスへの信書をもってドイツに向かい、1612年8月にアウクスブルクからヴェネツィアに戻った。以降3年間イタリアに滞在し、1615年春にイングランドに戻った。
海外ではカトリック諸国に滞在する時期が長かったため、イングランド国教会からカトリックへの改宗が噂された。『オックスフォード英国人名事典』によれば、ルース男爵は少なくとも表面上は国教会に留まったが、実際に信じた宗教の判断は難しいという。

### スペイン大使
1616年4月に在スペインイングランド大使に任命され、同年11月に出発したが、12月に召還され、1617年3月29日にイングランドに到着した。王太子チャールズとスペインの王女との婚約交渉が目的と噂されたが、実際に出発したときは婚約交渉をしないよう厳命され、スペイン王フェリペ3世の子女の結婚祝い、およびフェリペ3世にサヴォイア公カルロ・エマヌエーレ1世を攻撃しないよう促すことを命じられた。

### レイク家をめぐる騒動と急死
スペインへの出発に先立つ1616年2月12日、アン・レイク（1600年ごろ – 1630年、国務大臣トマス・レイクの娘）と結婚した。しかしルース男爵夫婦の関係は悪く、結婚した年のうちにアンと父トマスが男爵にウォルサムストーの領地をアンに渡すよう圧力をかけた。名目上はスペイン大使としての出費を工面するためだったが、アンとその母は男爵に圧力をかけるべく、男爵が性交不能と暴露すると言って男爵を脅した。
男爵は帰国後の1617年5月にアンをアンの実家の邸宅から連れ出そうとした後、義兄アーサーへの挑戦状を残して、8月に秘密裏に出国した。出国の理由は大陸ヨーロッパでアーサーと決闘するためとも、スペイン大使として多額の借金を作った結果、借金取りから逃れるために逃亡したとも推測された。いずれにしても、男爵は国王から帰国を命じられながら11月にローマに到着し、男爵の祖父はローマ行きから男爵がカトリックに改宗したと考えて激怒した。
このとき、本国ではセシル家とレイク家の紛争が拡大した。祖父の後妻フランシスがウォルサムストーの引き渡しに反対して介入、アンらレイク家の人物はフランシスと男爵が不倫をした後、アンを毒殺しようとしたと公的に訴えた。これに対し、祖父とフランシスが国王ジェームズ1世に直訴したうえ、1618年に星室裁判所でレイク家を訴えた。男爵はイタリアから国王に手紙を出し、逃亡を謝りつつフランシスの名誉を擁護したが（すなわち、不倫を否認した）、同年6月27日に急病になってナポリで死去した。
妻との間で子女がおらず、爵位は1616年に継承権を争った第6代ラトランド伯爵フランシス・マナーズが継承した。もっとも、男爵の死はセシル家とレイク家の紛争を和らげることができず、むしろ男爵の遺言状の内容（遺産を召使ドン・ディエゴ（Don Diego）に与えるというもの）とレイク家やディエゴによる毒殺説が広まったことにより、さらなる紛争が生じる結果となった。
星室裁判所の裁判はアンとその両親、兄弟がエクセター家を中傷し、その中傷の証拠を示すために証人に偽証させ、文書を偽造したと判定される結果となり、アンは1620年4月まで投獄された。黒幕は裁判ではアンの母と認定されたものの、同時代ではアンの母のほか、アンとする説も存在した。アンは釈放された後、1621年11月ごろに再婚して、夫とともにサマセットに引っ越して余生を過ごした。

## 評価
同時代の人物からの評価が低く、ヴェネツィア共和国の大使はルース男爵を「その教育と行動が（中略）スペイン人のようだ」で、浅慮であると評した。またアーサー・レイクに軽々しく挑戦状を突きつけたことを子供じみているとし、重要な責務を任せられないと断じる人物もいた。